# Frisiphoca
Frisiphoca — вимерлий рід ссавців з підродини Phocinae. Він відомий зі скам'янілостей, знайдених у пізньому міоцені Бельгії.